# Hypoponera
Hypoponera là một chi kiến.

## Loài
- Hypoponera abeillei (Andre, 1881)
- Hypoponera abyssinica (Santschi, 1938)
- Hypoponera aethiopica (Forel, 1907)
- Hypoponera agilis (Borgmeier, 1934)
- Hypoponera albopubescens (Menozzi, 1939)
- Hypoponera aliena (Smith, 1858)
- Hypoponera angustata (Santschi, 1914)
- Hypoponera argentina (Santschi, 1922)
- Hypoponera argonautorum (Arnol'di, 1932)
- Hypoponera beebei (Wheeler, 1924)
- Hypoponera biroi (Emery, 1900)
- Hypoponera boerorum (Forel, 1901)
- Hypoponera bondroiti (Forel, 1911)
- Hypoponera breviceps (Bernard, 1953)
- Hypoponera brevis (Santschi, 1921)
- Hypoponera bugnioni (Forel, 1912)
- Hypoponera butteli (Forel, 1913)
- Hypoponera cammerunensis (Santschi, 1914)
- Hypoponera ceylonensis (Mayr, 1897)
- Hypoponera clavatula (Emery, 1906)
- Hypoponera coeca (Santschi, 1914)
- Hypoponera cognata (Santschi, 1912)
- Hypoponera collegiana (Santschi, 1925)
- Hypoponera confinis (Roger, 1860)
- Hypoponera congrua (Wheeler, 1934)
- Hypoponera convexiuscula (Forel, 1900)
- Hypoponera creola (Menozzi, 1931)
- Hypoponera decora (Clark, 1934)
- Hypoponera dideroti (Forel, 1913)
- Hypoponera distinguenda (Emery, 1890)
- Hypoponera dulcis (Forel, 1907)
- Hypoponera eduardi (Forel, 1894)
- Hypoponera elliptica (Forel, 1900)
- Hypoponera emeryi (Donisthorpe, 1943)
- Hypoponera ergatandria (Forel, 1893)
- Hypoponera eutrepta (Wilson, 1958)
- Hypoponera exoecata (Wheeler, 1928)
- Hypoponera faceta (Menozzi, 1931)
- Hypoponera fenestralis (Gallardo, 1918)
- Hypoponera fiebrigi (Forel, 1908)
- Hypoponera foeda (Forel, 1893)
- Hypoponera foreli (Mayr, 1887)
- Hypoponera gleadowi (Forel, 1895)
- Hypoponera gracilicornis (Menozzi, 1931)
- Hypoponera grandidieri (Santschi, 1921)
- Hypoponera herbertonensis (Forel, 1915)
- Hypoponera idelettae (Santschi, 1923)
- Hypoponera ignigera (Menozzi, 1927)
- Hypoponera iheringi (Forel, 1908)
- Hypoponera imatongica (Weber, 1942)
- Hypoponera inaudax (Santschi, 1919)
- Hypoponera incisa (Santschi, 1914)
- Hypoponera indigens (Forel, 1895)
- Hypoponera inexorata (Wheeler, 1903)
- Hypoponera intermedia (Bernard, 1953)
- Hypoponera jeanneli (Santschi, 1935)
- Hypoponera johannae (Forel, 1891)
- Hypoponera lamellosa (Forel, 1860)
- Hypoponera lamottei (Bernard, 1953)
- Hypoponera lea (Santschi, 1937)
- Hypoponera leninei (Santschi, 1925)
- Hypoponera longiceps (Forel, 1913)
- Hypoponera lotti (Weber, 1942)
- Hypoponera ludovicae (Forel, 1892)
- Hypoponera lumpurensis (Forel, 1907)
- Hypoponera mackayensis (Forel, 1900)
- Hypoponera macradelphe (Wilson, 1958)
- Hypoponera madecassa (Santschi, 1938)
- Hypoponera malayana (Wheeler, 1929)
- Hypoponera mandibularis (Bernard, 1953)
- Hypoponera menozzii (Santschi, 1932)
- Hypoponera mesoepinotalis (Weber, 1942)
- Hypoponera mina (Wheeler, 1927)
- Hypoponera monticola (Mann, 1921)
- Hypoponera muscicola (Weber, 1942)
- Hypoponera myrmicariae (Wasmann, 1918)
- Hypoponera natalensis (Santschi, 1914)
- Hypoponera neglecta (Santschi, 1923)
- Hypoponera nippona (Santschi, 1937)
- Hypoponera nitidula (Emery, 1890)
- Hypoponera nivariana (Santschi, 1908)
- Hypoponera occidentalis (Bernard, 1953)
- Hypoponera opaciceps (Mayr, 1887)
- Hypoponera opacior (Forel, 1893)
- Hypoponera orba (Emery, 1915)
- Hypoponera pallidula (Emery, 1900)
- Hypoponera papuana (Emery, 1900)
- Hypoponera parva (Forel, 1909)
- Hypoponera perplexa (Mann, 1922)
- Hypoponera petiolata (Bernard, 1953)
- Hypoponera petri (Forel, 1916)
- Hypoponera pia (Forel, 1901)
- Hypoponera pruinosa (Emery, 1900)
- Hypoponera punctatissima (Roger, 1859)
- Hypoponera punctiventris (Emery, 1901)
- Hypoponera pygmaea (Forel, 1907)
- Hypoponera queenslandensis (Forel, 1900)
- Hypoponera ragusai (Emery, 1894)
- Hypoponera rectidens (Clark, 1934)
- Hypoponera reichenspergeri (Santschi, 1923)
- Hypoponera rothkirchi (Wasmann, 1918)
- Hypoponera sabronae (Donisthorpe, 1941)
- Hypoponera sakalava (Forel, 1891)
- Hypoponera sauteri Onoyama, 1989
- Hypoponera schmalzi (Emery, 1896)
- Hypoponera schwebeli (Forel, 1913)
- Hypoponera scitula (Clark, 1934)
- Hypoponera silvestrii (Donisthorpe, 1947)
- Hypoponera sinuosa (Bernard, 1953)
- Hypoponera siremps (Forel, 1901)
- Hypoponera sororcula (Wilson, 1958)
- Hypoponera spei (Forel, 1910)
- Hypoponera stoica (Santschi, 1912)
- Hypoponera sulcatinasis (Santschi, 1914)
- Hypoponera sulciceps (Clark, 1928)
- Hypoponera sulcitana (Stefani, 1970)
- Hypoponera taprobanae (Forel, 1913)
- Hypoponera tenella (Emery, 1901)
- Hypoponera traegaordhi (Santschi, 1914)
- Hypoponera transvaalensis (Arnold, 1947)
- Hypoponera trigona (Mayr, 1887)
- Hypoponera truncata (Smith, 1860)
- Hypoponera turaga (Mann, 1921)
- Hypoponera ursa (Santschi, 1924)
- Hypoponera ursoidea (Bernard, 1953)
- Hypoponera vanreesi (Forel, 1912)
- Hypoponera vernacula (Kempf, 1962)
- Hypoponera villiersi (Bernard, 1953)
- Hypoponera viri (Santschi, 1923)
- Hypoponera vitiensis (Mann, 1921)
- Hypoponera wilsoni (Santschi, 1925)
- Hypoponera zwaluwenburgi (Wheeler, 1933)